# جان فرانسوا فورتين (رجل أعمال)
جان فرانسوا فورتين (بالفرنسية: Jean-François Fortin)‏ هو شخصية أعمال فرنسي، ولد في 12 يناير 1947 في Coulonges-sur-l'Autize ‏ في فرنسا.